# Associated British Foods
Associated British Foods Plc (ABF) ist ein multinational tätiges britisches Unternehmen in den Bereichen Nahrungsmittelproduktion und Einzelhandel. Der Hauptsitz befindet sich in Knightsbridge, London, England.
Das Unternehmen ist im Börsenindex FTSE 100 an der Londoner Börse gelistet.

## Unternehmensgeschichte
Das Unternehmen wurde im November 1935 von Willard Garfield Weston (1898–1978) als britische Tochtergesellschaft der kanadischen George Weston Holding gegründet und trug zunächst den Namen Food Investments Limited. Im folgenden Monat wurde es als Gesellschaft öffentlichen Rechts organisiert. Ebenfalls im Dezember 1935 wurde die Bäckereikette Allied Bakeries Limited mit 14 Filialen übernommen. Beide Unternehmen fusionierten 1939. Der Namenswechsel auf Associated British Foods erfolgte 1960. Im folgenden Jahr wurde die Bäckereikette A. B. Hemmings Bakeries übernommen. Weitere bedeutende Akquisitionen waren 1963 die Supermarktkette Fine Fare (verkauft 1986), 1964 Twinings und 1973 die Mühle Cranfield Brothers in Ipswich. Nach George Westons Tod übernahm seine Söhne Garry und Galen die Konzernleitung respektive den Aufbau des USA-Geschäfts. 1987 wurden die Weston Research Laboratories eingerichtet. 1991 erwarb der Konzern die Kontrolle über British Sugar. Aus dem 1995 von Kraft’s erworbenen Bereich Lebensmittelzutaten wurde später ACH Food Companies, Inc. geformt. Zu dieser Zeit kam die Primark-Ladenkette hinzu, die 2000 ihre hundertste Filiale eröffnete. 1997 wurde die Einzelhandelsparte für Irland und Nordirland an TESCO verkauft. Burton's Biscuit, wahrscheinlich um 1996 erworben, wurde 2000 verkauft. In diesem Jahr wurde AB Enzymes gegründet. 2002 kamen Mazola Ovaltine (Wander AG) und George Weston Foods dazu, letztere Australiens und Neuseelands größter Nahrungsmittelproduzent. Tone's Spice (Gewürze) und Fleischman Yeast (Hefe) wurden 2004 erworben und Patak's Indian Food 2007. In diesem Jahr eröffnete British Sugar die erste Bioethanol-Anlage in Großbritannien. Mit Archer Daniels Midland ging der Konzern 2008 ein Joint Venture namens Stratas Foods LLC ein.

## Beteiligungen und Produkte
Das Unternehmen ist in fünf Bereiche gegliedert:
- Grocery (Lebensmittel) mit 3,381 Mrd. £ Umsatz (2017)
- Sugar: 2,174 Mrd. £ Umsatz (2017)
  - Illovo Sugar, Südafrika
  - British Sugar, Großbritannien
  - Azucarera Ebro, Spanien
  - AB Sugar China
- Agriculture: 1,203 Mrd. £ Umsatz (2017)
- Ingredients: 1,493 Mrd. £ Umsatz (2017)
  - AB Mauri (Backzusatzstoffe)
  - Ohly, Hamburg (Hefe)
- Retail (Einzelhandel): 7,053 Mrd. £ Umsatz (2017)
  - Primark

### Lebensmittel
- ACH Food Companies, Inc., USA: Mazola Pflanzenöle, Tone's (Kräuter und Gewürze) u. a.

Heißgetränke:
- Wander AG, Neuenegg, Schweiz (für den deutschsprachigen Raum)
- R. Twining & Co Limited, London, England (übernommen 1964)
- Twinings North America, Inc., USA
- Nambarrie Tea Company, Belfast, Nordirland
- La Tisanière, Groupe FOODS International SA, Frankreich

Produkte: Ovomaltine/Ovaltine und die Teemarken Twinings of London, Jacksons of Piccadilly, Nambarrie sowie La Tisanière (Kräutertee)
Verpackte Lebensmittel:
In diesem Bereich bietet die Gruppe vor allem „Ethnic Food“ an:
- G. Costa & Co. Ltd, London, England: Costa, Elsenham, Blue Dragon (Asia-Produkte), Geo. Watkins, Rajah (Gewürze), Zest, Patum Peperium und Grey Poupon
- Westmill Foods, London, England: Amoy (Soßen), Asli Atta (Mehl), Green Dragon (Reis, Mehl), Guru (Basmatireis), Habib (Reis), Lucky Boat (Nudeln), Pride (Pflanzenöle), Rajah (Gewürze), Tolly Boy (Reis), Tsingtao (Bier), Vitasoy (Sojaprodukte)

### Einzelhandel
Zu ABF gehört die britisch-irische Textil-Einzelhandelskette Primark, die zurzeit in Großbritannien, Irland (dort als Penneys), Spanien, Deutschland, Portugal, Niederlande, Österreich, Frankreich, Belgien, Italien und in den Vereinigten Staaten vertreten ist und hauptsächlich Bekleidung für die Altersgruppe bis 35 Jahre anbietet.